# Mannschaftskader der österreichischen 1. Bundesliga im Schach 2013/14 (Frauen)
Die Liste der Mannschaftskader der österreichischen 1. Bundesliga im Schach 2013/14 (Frauen) enthält alle Spielerinnen, die für die österreichische Schachbundesliga der Frauen 2013/14 gemeldet wurden mit ihren Einzelergebnissen.

## Allgemeines

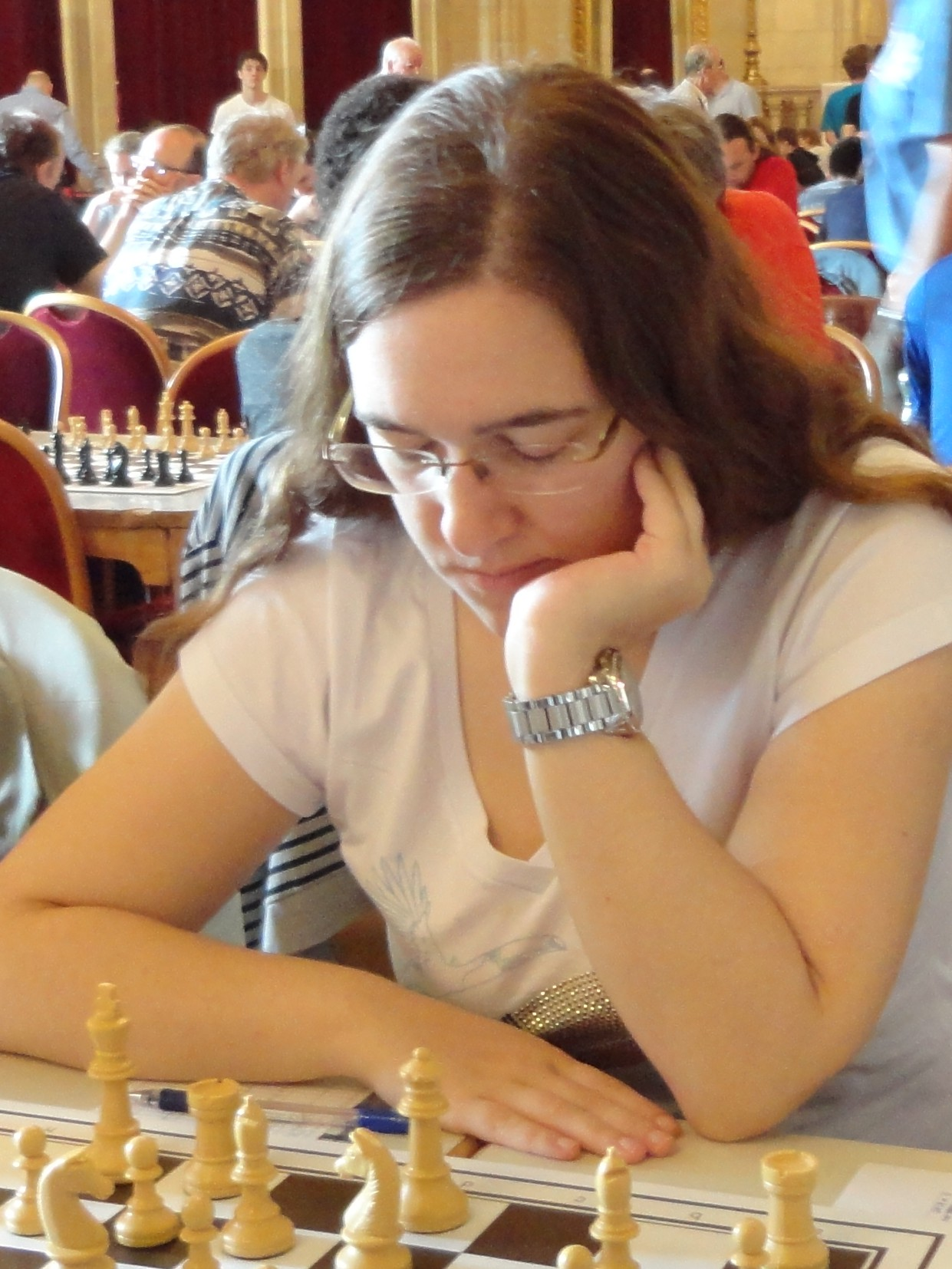
Katharina Newrkla, 2015

Grundsätzlich durften die beteiligten Vereine beliebig viele Spielerinnen melden, allerdings nur Österreicherinnen. Während der Jugendschachklub Landeck immer die beiden gleichen Spielerinnen einsetzte (aber auch eine Partie kampflos abgab), setzten ASVÖ Wulkaprodersdorf, Schachamazonen Graz, der SK Advisory Invest Baden und die erste Mannschaft des SG Steyr jeweils vier Spielerinnen ein. Insgesamt kamen 33 Spielerinnen zum Einsatz, von denen drei alle Wettkämpfe mitspielten. Punktbeste Spielerin war Elisabeth Hapala (ASVÖ Pamhagen) mit sieben Punkten aus sieben Partien, sechs Punkte aus sieben Partien erzielte Katharina Newrkla (ASVÖ Wulkaprodersdorf).
Hapala war gleichzeitig die einzige Spielerin, die 100 % erreichte.

## Legende
Die nachstehenden Tabellen enthalten folgende Informationen:
- Nr.: Ranglistennummer
- Titel: FIDE-Titel zu Saisonbeginn (Eloliste vom Dezember 2013); IM = Internationaler Meister, WGM = Großmeister der Frauen, WIM = Internationaler Meister der Frauen, WFM = FIDE-Meister der Frauen, WCM = Candidate Master der Frauen
- Elo: (FIDE-)Elo-Zahl zu Saisonbeginn (Eloliste vom Dezember 2013); wenn diese Zahl eingeklammert ist, so handelt es sich nicht um eine FIDE-Elo, sondern um eine österreichische Elozahl
- Nation: Nationalität gemäß Eloliste vom Dezember 2013
- G: Anzahl Gewinnpartien (kampflose Siege werden in den Einzelbilanzen berücksichtigt)
- R: Anzahl Remispartien
- V: Anzahl Verlustpartien (kampflose Niederlagen werden in den Einzelbilanzen nicht berücksichtigt)
- Pkt.: Anzahl der erreichten Punkte
- Partien: Anzahl der gespielten Partien
- Elo-Performance: Turnierleistung der Spielerinnen mit mindestens fünf Partien
- grau hinterlegte Spielerinnen kamen nicht zum Einsatz

## ASVÖ Wulkaprodersdorf
| Nr. | Titel | Name                    | Elo  | Nation     | G | R | V | Pkt. | Partien | Elo- Perf. |
| --- | ----- | ----------------------- | ---- | ---------- | - | - | - | ---- | ------- | ---------- |
| 1   | WIM   | Anna-Christina Kopinits | 2251 | Österreich | 5 | 0 | 1 | 5    | 6       | 2251       |
| 2   | WFM   | Veronika Exler          | 2149 | Österreich | 2 | 1 | 0 | 2,5  | 3       |            |
| 3   | WFM   | Katharina Newrkla       | 2176 | Österreich | 5 | 2 | 0 | 6    | 7       | 2075       |
| 4   |       | Evelyn Rampler          | 1877 | Österreich | 1 | 1 | 0 | 1,5  | 2       |            |

## ASVÖ Pamhagen
| Nr. | Titel | Name             | Elo    | Nation     | G | R | V | Pkt. | Partien | Elo- Perf. |
| --- | ----- | ---------------- | ------ | ---------- | - | - | - | ---- | ------- | ---------- |
| 1   | WFM   | Barbara Schink   | 2173   | Österreich | 0 | 0 | 0 | 0    | 0       |            |
| 2   | WFM   | Julia Novkovic   | 2107   | Österreich | 5 | 1 | 1 | 5,5  | 7       | 2192       |
| 3   |       | Elisabeth Hapala | 1995   | Österreich | 7 | 0 | 0 | 7    | 7       | 2615       |
| 4   | WFM   | Maria Horvath    | 2010   | Österreich | 1 | 1 | 2 | 1,5  | 4       |            |
| 5   |       | Eva Unger        | 1768   | Österreich | 0 | 0 | 0 | 0    | 0       |            |
| 6   |       | Isabella Gazos   | (1332) | Österreich | 0 | 0 | 0 | 0    | 0       |            |

## Spielgemeinschaft Feldbach-Kirchberg
| Nr. | Titel | Name                    | Elo    | Nation     | G | R | V | Pkt. | Partien | Elo- Perf. |
| --- | ----- | ----------------------- | ------ | ---------- | - | - | - | ---- | ------- | ---------- |
| 1   |       | Reka Horvath            | 2048   | Österreich | 5 | 0 | 2 | 5    | 7       | 2018       |
| 2   |       | Jasmin-Denise Schloffer | 1621   | Österreich | 2 | 2 | 3 | 3    | 7       | 1884       |
| 3   |       | Sandra Wilfling         | (1717) | Österreich | 3 | 0 | 1 | 3    | 4       |            |

## Jugendschachklub Landeck
| Nr. | Titel | Name                | Elo    | Nation     | G | R | V | Pkt. | Partien | Elo- Perf. |
| --- | ----- | ------------------- | ------ | ---------- | - | - | - | ---- | ------- | ---------- |
| 1   | WIM   | Helene Mira         | 2065   | Österreich | 4 | 2 | 2 | 5    | 8       | 2035       |
| 2   | WCM   | Anna-Lena Schnegg   | 2075   | Österreich | 4 | 2 | 3 | 5    | 9       | 1895       |
| 3   |       | Karin Schnegg       | 2067   | Österreich | 0 | 0 | 0 | 0    | 0       |            |
| 4   |       | Vanessa Röck        | 1636   | Österreich | 0 | 0 | 0 | 0    | 0       |            |
| 5   |       | Martina Dalnodar    | (1383) | Österreich | 0 | 0 | 0 | 0    | 0       |            |
| 6   |       | Isabella Eichhorner | (1221) | Österreich | 0 | 0 | 0 | 0    | 0       |            |

## SV Schachamazonen Graz
| Nr. | Titel | Name               | Elo  | Nation     | G | R | V | Pkt. | Partien | Elo- Perf. |
| --- | ----- | ------------------ | ---- | ---------- | - | - | - | ---- | ------- | ---------- |
| 1   | IM    | Eva Moser          | 2436 | Österreich | 0 | 0 | 0 | 0    | 0       |            |
| 2   |       | Annika Fröwis      | 2021 | Österreich | 2 | 2 | 2 | 3    | 6       | 2018       |
| 3   |       | Laura Hiebler      | 1840 | Österreich | 2 | 0 | 1 | 2    | 3       |            |
| 4   |       | Margot Landl       | 1785 | Österreich | 2 | 1 | 3 | 2,5  | 6       | 1827       |
| 5   |       | Andrea Schmidbauer | 1885 | Österreich | 2 | 0 | 1 | 2    | 3       |            |

## SV ASVÖ St. Veit an der Glan
| Nr. | Titel | Name              | Elo    | Nation     | G | R | V | Pkt. | Partien | Elo- Perf. |
| --- | ----- | ----------------- | ------ | ---------- | - | - | - | ---- | ------- | ---------- |
| 1   |       | Margit Hennings   | 1951   | Österreich | 0 | 0 | 0 | 0    | 0       |            |
| 2   |       | Hannah Sommer     | 1778   | Österreich | 0 | 0 | 1 | 0    | 1       |            |
| 3   |       | Laura Tarmastin   | 1791   | Österreich | 5 | 1 | 3 | 5,5  | 9       | 1988       |
| 4   |       | Maria Krassnitzer | 1579   | Österreich | 1 | 3 | 4 | 2,5  | 8       | 1642       |
| 5   |       | Helga Stangl      | (1603) | Österreich | 0 | 0 | 0 | 0    | 0       |            |
| 6   |       | Alexandra Kogler  | 1399   | Österreich | 0 | 0 | 0 | 0    | 0       |            |
| 7   |       | Milena Sommer     | (1575) | Österreich | 0 | 0 | 0 | 0    | 0       |            |
| 8   |       | Vanessa di Vora   | (1171) | Österreich | 0 | 0 | 0 | 0    | 0       |            |

## SG Steyr II. Mannschaft
| Nr. | Titel | Name              | Elo    | Nation     | G | R | V | Pkt. | Partien | Elo- Perf. |
| --- | ----- | ----------------- | ------ | ---------- | - | - | - | ---- | ------- | ---------- |
| 1   |       | Elisabeth Saler   | 1969   | Österreich | 0 | 0 | 2 | 0    | 2       |            |
| 2   |       | Christa Hackbarth | 1842   | Österreich | 4 | 0 | 5 | 4    | 9       | 1926       |
| 3   |       | Julia Bernhard    | 1759   | Österreich | 1 | 2 | 4 | 2    | 7       | 1682       |
| 4   |       | Martina Amritzer  | (1305) | Österreich | 0 | 0 | 0 | 0    | 0       |            |

## Schach ohne Grenzen
| Nr. | Titel | Name                  | Elo  | Nation     | G | R | V | Pkt. | Partien | Elo- Perf. |
| --- | ----- | --------------------- | ---- | ---------- | - | - | - | ---- | ------- | ---------- |
| 1   |       | Christin Anker        | 1862 | Österreich | 2 | 0 | 5 | 2    | 7       | 1847       |
| 2   |       | Eva Wunderl           | 1845 | Österreich | 1 | 3 | 3 | 2,5  | 7       | 1858       |
| 3   |       | Marie-Christine Bauer | 1876 | Österreich | 0 | 0 | 0 | 0    | 0       |            |
| 4   |       | Chiara Polterauer     | 1882 | Österreich | 2 | 0 | 2 | 2    | 4       |            |

## SK Advisory Invest Baden
| Nr. | Titel | Name               | Elo    | Nation     | G | R | V | Pkt. | Partien | Elo- Perf. |
| --- | ----- | ------------------ | ------ | ---------- | - | - | - | ---- | ------- | ---------- |
| 1   |       | Denise Trippold    | 1789   | Österreich | 1 | 2 | 3 | 2    | 6       | 1853       |
| 2   |       | Vanessa Stallinger | 1539   | Österreich | 4 | 0 | 2 | 4    | 6       | 1956       |
| 3   |       | Sophie Panzenböck  | 1506   | Österreich | 0 | 0 | 2 | 0    | 2       |            |
| 4   |       | Lisa Berger        | (1506) | Österreich | 0 | 0 | 4 | 0    | 4       |            |

## SG Steyr I. Mannschaft
| Nr. | Titel | Name             | Elo  | Nation     | G | R | V | Pkt. | Partien | Elo- Perf. |
| --- | ----- | ---------------- | ---- | ---------- | - | - | - | ---- | ------- | ---------- |
| 1   |       | Andrea Zechner   | 1907 | Österreich | 0 | 0 | 2 | 0    | 2       |            |
| 2   |       | Laura Nagy       | 1925 | Österreich | 0 | 1 | 5 | 0,5  | 6       | 1505       |
| 3   |       | Monika Molnar    | 1965 | Österreich | 2 | 2 | 3 | 3    | 7       | 1786       |
| 4   |       | Verena Tschida   | 1680 | Österreich | 0 | 0 | 0 | 0    | 0       |            |
| 5   |       | Melanie Lasinger | 1497 | Österreich | 0 | 1 | 2 | 0,5  | 3       |            |